# Mimusops sechellarum
Mimusops sechellarum là một loài thực vật thuộc họ Sapotaceae. Đây là loài đặc hữu của Seychelles.